# 6305 Helgoland
6305 Helgoland este un asteroid din centura principală de asteroizi.

## Descriere
6305 Helgoland este un asteroid din centura principală de asteroizi. A fost descoperit pe 6 aprilie 1989 la Tautenburg de Freimut Börngen. El prezintă o orbită caracterizată de o semiaxă mare de 2,22 ua, o excentricitate de 0,10 și o înclinație de 4,7° în raport cu ecliptica.